# Kristiina Rove
Kristiina Rove (* 15. Juni 1990 in Espoo) ist eine ehemalige finnische Skirennläuferin. Sie war auf die technischen Disziplinen Slalom und Riesenslalom spezialisiert.

## Biografie
Im Alter von 15 Jahren bestritt Rove ab Dezember 2005 FIS-Rennen, einen Monat später feierte sie ihren ersten Sieg auf dieser Stufe. In der Folge ging sie fast ausschließlich bei Rennen in Skandinavien an den Start. Im Februar 2007 nahm sie am Europäischen Olympischen Jugendfestival in Jaca teil. Erste Starts im Europacup folgten im November 2007. Regelmäßig im Einsatz stand sie in dieser Rennserie jedoch nicht und sie fuhr in nur zwei Rennen Punkte in die Punkteränge (Platzierungen unter den besten 30). Wenig Erfolg hatte Rove bei Juniorenweltmeisterschaften, an denen sie von 2008 bis 2010 teilnahm. Während sie 2008 in keinem Rennen ins Ziel kam, erzielte sie 2009 mit Platz 18 im Riesenslalom ihr bestes Ergebnis. 2010 kam sie nur als 30. des Super-Gs ins Ziel.
Ihren ersten Einsatz im Weltcup hatte Rove am 15. November 2008, als sie beim Slalom von Levi im ersten Durchgang ausschied. Fast genau ein Jahr später, am 14. November 2009, holte sie in ihrem zweiten Rennen Weltcuppunkte, als sie ebenfalls in Levi überraschend den Slalom mit der hohen Startnummer 77 auf Platz 29 beendete. Bei weiteren vereinzelten Weltcupstarts blieben weitere Punktegewinne hingegen aus. Sie war Teilnehmerin der Winter-Universiade 2011. Von 2012 bis 2014 startete sie regelmäßig im Nor-Am Cup und fuhr dabei viermal unter die besten zehn. Bei den Weltmeisterschaften 2015 in Vail schied sie sowohl im Slalom als auch im Riesenslalom aus. Ihre Sportkarriere beendete sie im April 2015.

## Erfolge

### Weltcup
- 1 Platzierung unter den besten 30

### Juniorenweltmeisterschaften
- Garmisch-Partenkirchen 2009: 18. Riesenslalom, 26. Slalom
- Mont Blanc 2010: 30. Super-G

### Weitere Erfolge
- Europäisches Olympisches Jugendfestival 2007: 28. Slalom
- Winter-Universiade 2011: 22. Super-G
- 4 Platzierungen unter den besten zehn im Nor-Am Cup
- 13 Siege in FIS-Rennen